# Orthaea secundiflora
Orthaea secundiflora là một loài thực vật có hoa trong họ Thạch nam. Loài này được (Poepp. & Endl.) Klotzsch mô tả khoa học đầu tiên năm 1851.